# Paulacris
Paulacris is een geslacht van rechtvleugeligen uit de familie veldsprinkhanen (Acrididae). De wetenschappelijke naam van dit geslacht is voor het eerst geldig gepubliceerd in 1944 door Rehn.

## Soorten
Het geslacht Paulacris  is monotypisch en omvat slechts de volgende soort:
- Paulacris exaggerata (Burr, 1902)